# Vacht

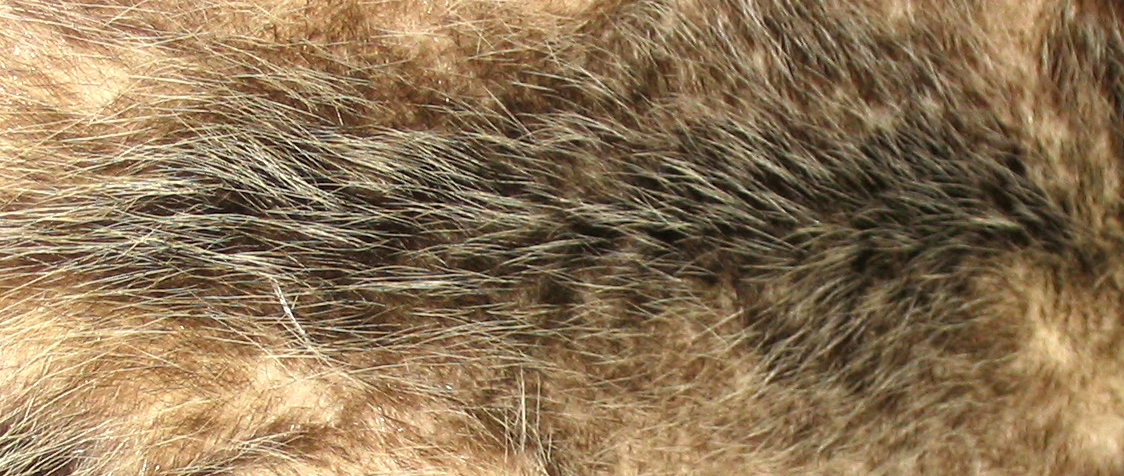
Dierlijke vacht

De vacht of pels (uit Laatlatijn pellicia, afgeleid van klassiek Latijn pellis (huid, vel)) is de behaarde huid van een zoogdier. Een vacht bestaat uit twee soorten haren. De ondervacht bestaat uit fijne haartjes, waardoor deze een isolerende werking heeft. De dekvacht bestaat uit langere haren die dakpansgewijs over elkaar liggen, waardoor deze waterafstotend is. De vacht vormt een beschermende laag. In het algemeen beschermt de vacht het dier tegen de kou, maar in enkele gevallen ook tegen warmte.
De vacht van dieren verandert per seizoen. 's Winters hebben sommige dieren een dikkere vacht dan in de zomer (wintervacht en zomervacht) en soms een andere kleur. Als dieren verharen, heet dit rui.
Van een aantal dieren wordt de vacht gebruikt voor wol. Als de vacht nog aanwezig is op de tot leer geprepareerde huid, spreekt men van bont. 

## Structuur

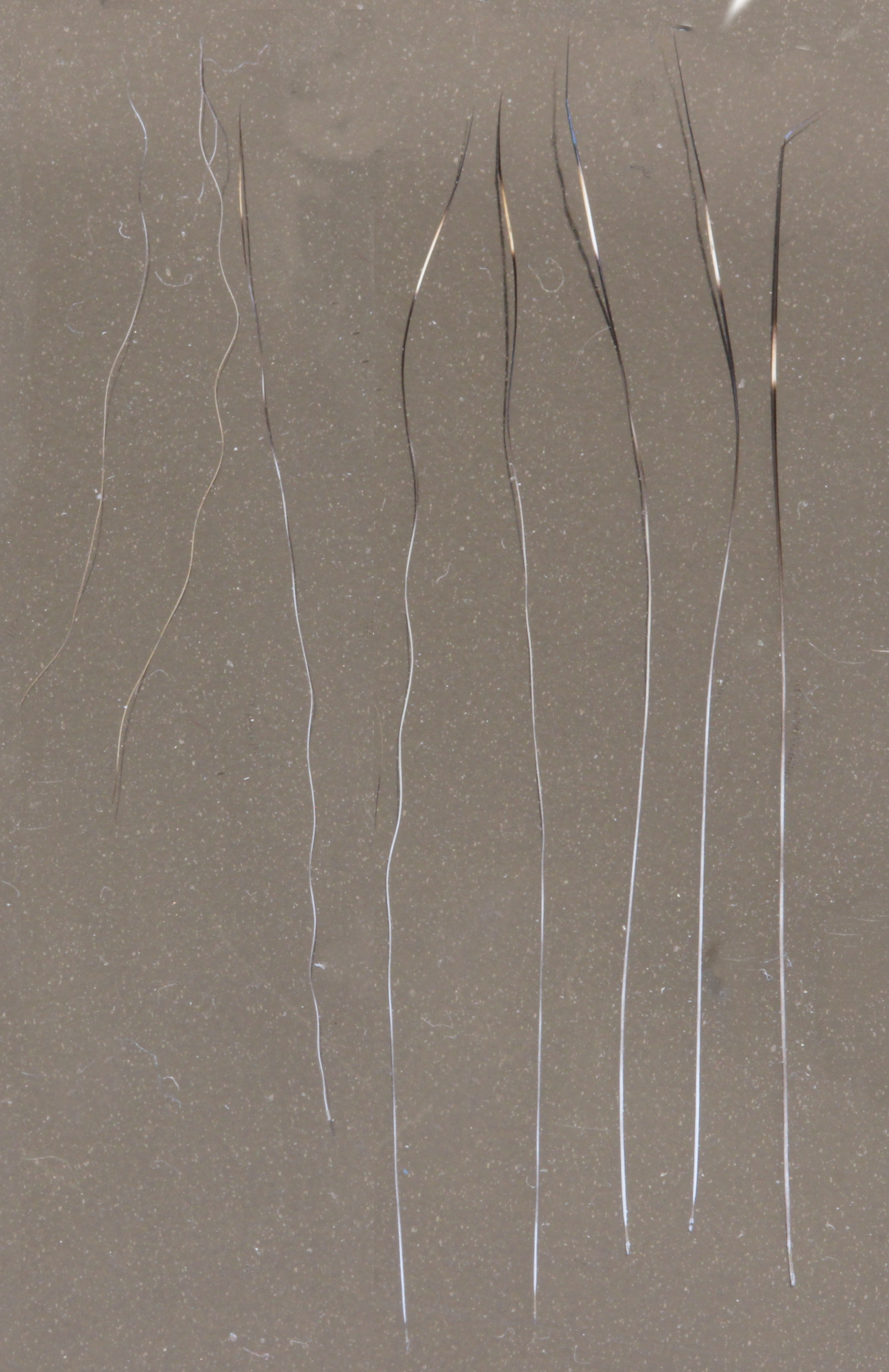
Donsharen en dekharen van een kat

Een vacht bestaat meestal uit twee lagen haar:
Wolhaar of donshaar — ondervacht
De onderste laag in een vacht bestaat uit donsharen, meestal golvend of krullend en erg zacht. Donsharen zijn korter dan de haren van de bovenvacht, en ze zijn dof in plaats van glanzend. De ondervacht houdt lucht vast, vormt zo een isolatielaag tussen de huid en de buitenwereld, en voorkomt dat het lichaam snel afkoelt of opwarmt. De donsharen van de ondervacht worden ook wel de secundaire haren genoemd.
Dekhaar — bovenvacht
De bovenste laag bestaat uit langere, meestal ruwere, bijna rechte haarschachten die door de ondervacht steken. Deze haren worden dekharen genoemd en vormen de bovenvacht, ook wel de primaire haren genoemd. De dekharen bevatten het meeste pigment.

Dekharen kunnen worden onderverdeeld in de volgende haarsoorten:
Bijhaar
Bijhaar is grover van golfstructuur en langer haar dan de wolhaar. Deze bijharen hebben een dunnere haarpunt dan de grannenharen.
Grannenhaar, granhaar of kroonhaar
Sporadisch aanwezig in de vacht en duidelijk van het dekhaar te onderscheiden, omdat ze uitsteken ten opzichte van de rest van de vacht. Grannenhaar is steviger van structuur dan een dekhaar. Aan de haarwortel is het ongeveer gelijk in dikte aan de dekhaar, maar de bovenste helft van de grannenhaar is aanmerkelijk dikker. Grannenharen ondersteunen de rest van de vachtharen in een pels.
Leithaar of spitsen
Leitharen zijn duidelijk uitstekende haren ten opzichte van de rest van de vacht. Vaak is leithaar nog net wat langer dan de grannenhaar.

## Functie
De vacht heeft de volgende functies:
- bescherming tegen mechanisch geweld.
- bescherming tegen weersinvloeden.
- imponeren van andere dieren.